# Endless Summer
"Endless Summer" (укр. Нескінченне літо) — сингл Ocean'и, який був вибраний офіційним гімном Чемпіонату Європи з футболу 2012. Прем'єра пісні відбулася 21 травня 2012 в Польщі, натомість 4 травня вона стала доступною для завантаження на iTunes.

## Загальна інформація
Пісня є офіційним гімном чемпіонату Європи з футболу в 2012 році, у продаж надійшов диск як з самою піснею так і з численними реміксами Endless Summer. Сингл увійшов у новий альбом Осеани "My House", що вийшов 22 червня 2012 року. Темою пісні є літо. Автором є сама Oceana. У зв'язку з просуванням до Євро-2012 Oceana є частим гостем в Польщі де з великим ентузіазмом виконує пісню Endless Summer. В Україну співачка приїжджала 2 грудня 2011 на церемонію жеребкування фінальної стадії Євро-2012 у Києві. Також вона співала цю пісню у фінальному матчі Євро 2012 1 липня 2012.

## Музичне відео
Кліп на пісню Endless Summer знімався 16 березня 2012 у Варшаві біля Національного стадіону та у Старому місті. У відео також були вмонтовані кадри інших польських та українських приймаючих міст Євро-2012. Створювати святковий настрій співачці допомагають футболісти у формі української та польської національних збірних, які вправляються з м’ячем. У кліп також увійшли яскраві епізоди з минулих чемпіонатів, найкращі голи та емоції вболівальників.

## Формати і список реміксів синглу

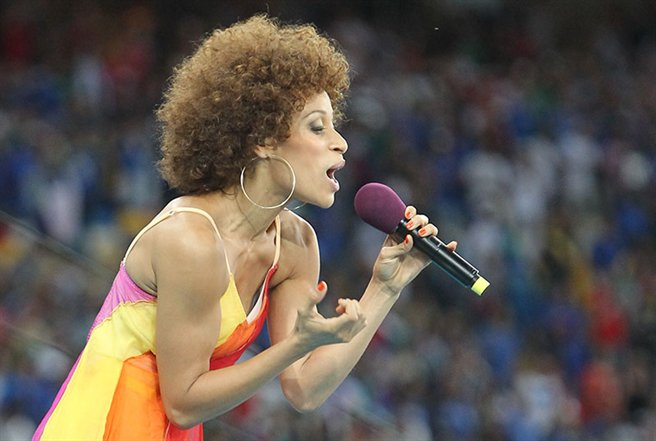
Oceana виконує пісню у фіналі Євро 2012

| #            | Назва                                   | Тривалість |
| ------------ | --------------------------------------- | ---------- |
| CD-сингл     |                                         |            |
| 1.           | "Endless Summer"                        | 3:29       |
| 2.           | "Endless Summer" Single Instrumental    | 3:31       |
| 3.           | "Endless Summer" Video Version          | 3:11       |
| 4.           | "Endless Summer" Remady Remix           | 3:33       |
| 5.           | "Endless Summer" Remady Extended Mix    | 5:15       |
| Завантаження |                                         |            |
| 1.           | "Endless Summer" Single Mix             | 3:29       |
| 2.           | "Endless Summer" Video Version          | 3:11       |
| 3.           | "Endless Summer" Extended Version       | 4:52       |
| 4.           | "Endless Summer" CJ Stone Remix         | 5:55       |
| 5.           | "Endless Summer" CJ Stone Stone         | 3:29       |
| 6.           | "Endless Summer" Bodybangers Remix      | 4:52       |
| 7.           | "Endless Summer" Bodybangers Remix Edit | 3:22       |
| 8.           | "Endless Summer" Remady Remix           | 3:33       |
| 9.           | "Endless Summer" Remady Extended Mix    | 5:15       |
| 10.          | "Endless Summer" Single Instrumental    | 3:30       |

## Позиції в чартах
| Чарти                        | Найвища позиція |
| ---------------------------- | --------------- |
| Чехія (IFPI)                 | 83              |
| Німеччина (Media Control AG) | 13              |
| Італія (FIMI)                | 2               |
| Угорщина (Rádiós Top 40)     | 19              |
| Польща (Airplay Top 5)       | 1               |
| Ukrainian Airplay Chart      | 15              |
| Ukrainian Singles Chart      | 26              |